# Вулкан (бог)
Вулкан (лат. Vulcanus, грч. Ήφαιστος) је био римски бог ватре и њене разорне моћи.

## Митологија
Вулкан је био бог ватре и наковња код Грка и Римљана, син Зевса, (Јупитера) и Хере (Јуноне). Мајка га је бацила са врха Олимпа  јер се родио ружан и наказан. Након пада на острво Лемнос остао је хром. Створио је под Етном ковачницу и у њој радио с Киклопима, или на самом Олимпу (Илијада, 18) где је исковао оружје за Ахила.
Римљани нису заборавили његову првобитну функцију, ни када су га скроз изједначили са грчким Хефестом. Његовим оцем су сматрали бога неба Целуса — грчки Уран, а према таквим тумачењима, био је као и Хефест, ковач и човек који је правио оружје — оружар. Као ковачу, Вулкану су у послу помагали једнооки дивови — Киклопи. У том његовом новом послу, Римљани су га називали Мулцибер или Укротитељ огња, Онај који топи, а и поштовали су га као и заштитника од свих врста пожара. Жртвеници и храмови у његову част су смештани у близини вулкана Етна на острву Сицилији или на Липарским острвима.
Вулканов култ је био веома истакнут у Риму, па је на крају Форума, под Капитолом, исклесан у стени, Вулкан имао свој жртвеник — Вулканал, а у његову част, сваког 23. августа одржаване су свечаности Вулканалије, које су биле спојене са циркуским приредбама. Остаци овог светилишта су и данас видљиви на Форуму — недалеко од славолука Септимија Севера. У Вулканову част, после победничких битака, спаљивано је оружје непријатеља, а жртвоване су му и живе рибе, које су биле симбол непријатељских ватри.

## Обожавање
Најстарије Вулканово светилиште у Риму, звано Вулканал, налазило се у подножју Капитола у Форуму Романум, и важило је до архаичног периода краљева Рима, и било је основано на локалитету Тита Тација, сабинског краља, Ромуловог сувладара, са традиционалним датумом у 8. век пре нове ере. Етрурске харуспиције су сматрале да Вулканов храм треба да буде лоциран ван града, и Вулканал је првобитно могао бити на или изван граница града пре него што се град проширио и обухаватио Капитолско брдо. Вулкану је 23. августа приношена Вулканалијска жртва. Вулкан је такође имао храм на Марсовом кампусу, који је настао до 214. п. н. е.
Римљани су идентификовали Вулкана са грчким богом ковачем Хефестом. Вулкан је постао повезан као и његов грчки пандан са конструктивном употребом ватре у обради метала. Фрагмент грчког лонца који приказује Хефеста пронађен у Вулканалу потиче се у 6. век пре нове ере, што сугерише да су два бога већ била повезана у то време. Међутим, Вулкан је имао јачу везу од Хефеста са разорном способношћу ватре, а главна брига његових обожаватеља била је да охрабре бога да спречи штетне пожаре.
Вулканов празник, Вулканалије, обележавао се 23. августа сваке године, када су летње врућине највише излагале ризику од спаљивања усеве и житнице. Током празника, у славу бога су се правиле ломаче, у које су се бацале живе рибе или мале животиње као жртве, да биле конзумиране уместо људи.
Вулканалије су биле део циклуса четири светковине друге половине августа (Консуалија 21. августа, Вулканалија 23, Опиконсивија 25. и Вултурналија 27) везане за аграрне активности тог месеца и у симетричној корелацији са другом половином јула (Лукарија 19. и 21. јула, Нептуналија 23. и Фуриналија 25). Док су се јулски фестивали бавили неукроћеном природом (шуме) и водама (површинске воде Нептуналије и подземне воде Фуриналије) у време опасности узроковане њиховим релативним недостатком, августовски су били посвећени резултатима људског подухвата у природи са складиштењем пожњевеног жита (Консуалија) и њиховом односу према људском друштву и краљевству (Опиконсивија) који су у то време били угрожени и захтевали заштиту од опасности од прекомерне снаге два елемента ватре (Вулканалија) и ветра (Вултурналија) појачаног сувошћу.
Забележено је да су за време Вулканалије људи вешали своју одећу и тканине под сунцем. Ова навика би могла да одражава теолошку везу између Вулкана и дивинизованог Сунца.
Још један обичај који је примећен на овај дан захтевао је да се почне са радом уз светлост свеће, вероватно да би се умилостивило благотворно коришћење ватре од стране бога. Поред Вулканалије од 23. августа, за Вулкана је био свети датум 23. мај, који је био други од две годишње Тубилустрије или церемоније очишћења труба.
Ludi Vulcanalici одржани су само једном, 23. августа 20. п. н. е, у оквиру храма Вулкана, а користио их је Август да обележи уговор са Партијом и враћање легионарских симбола који су изгубљени у Бици код Каре 53. п. н. е.
За култ бога био је задужен фламен, један од flamines minorеs, звани flamen Vulcanalis. Тај свештеник је спроводио жртвовања богињи Маји, која су се одржавала сваке године на Календама у мају.
Вулкан је био међу боговима који су занемарени након Великог пожара у Риму 64. нове ере. Као одговор на исти пожар, Домицијан (цар 81–96) поставио је нови олтар Вулкану на брду Квиринал. У исто време жртвовању током Вулканалије, барем у том делу града, додат је црвени бик и црвени вепар.

## Грчки митови о Хефесту
Као син Јупитера, краља богова, и Јуноне, краљице богова, Вулкан је требало да буде прилично згодан, али беба Вулкан је била мала и ружна са црвеним лицем које је завијало. Јунона је била толико ужаснута да је бацила малу бебу са врха планине Олимп.
Вулкан је падао дан и ноћ и слетео у море. Нажалост, једна нога му се сломила када је ударио у воду и никада се није правилно развила. Вулкан је потонуо у дубине океана, где га је пронашла морска нимфа Тетида и одвела у своју подводну пећину, желећи да га одгоји као сопственог сина.
Вулкан је имао срећно детињство са делфинима као пријатељима у игри и бисерима као играчкама. Касно у детињству, пронашао је остатке рибарске ватре на плажи и постао фасциниран неугашеним угљем, још увек цревно топлим и усијаним.
Вулкан је пажљиво затворио овај драгоцени угаљ у шкољку, вратио га у своју подводну пећину и наложио ватру са њим. Првог дана после тога, Вулкан је сатима зурио у ову ватру. Другог дана открио је да, када је мехом подгрејао ватру, поједино камење зноји гвожђе, сребро или злато. Трећег дана исковао је охлађени метал у разне облике: наруквице, ланце, мачеве и штитове. Вулкан је за своју хранитељицу направио ножеве и кашике са бисерном дршком, а за себе је направио сребрну кочију са уздама како би га морски коњићи брзо превозили. Чак је направио и робиње од злата да га чекају и извршавају његове налоге.
Касније је Тетида напустила своју подводну пећину да присуствује вечери на планини Олимп носећи прелепу огрлицу од сребра и сафира коју је Вулкан направио за њу. Јунона се дивила огрлици и питала где би могла да је набави. Тетида се узнемирила, због чега је Јунона постала сумњичава; и најзад је краљица бог открила истину: беба коју је једном одбацила израсла је у талентованог ковача.
Јунона је била бесна и захтевала је да се Вулкан врати кући, што је он одбио. Међутим, послао је Јунони прелеп престо од сребра и злата, украшен седефом. Јунона је била одушевљена овим поклоном, али чим је села у њега, њена тежина је покренула скривене опруге и металне траке које су искочиле да је чврсто држе. Столица је била паметно дизајнирана замка. Јупитер је био тај који ју је коначно спасао: обећао је да ће му, ако Вулкан ослободи Јунону, дати за жену Венеру, богињу љубави и лепоте. Вулкан је пристао и оженио се Венером.
Вулкан је касније изградио ковачницу испод планине Етна на острву Сицилија. Говорило се да кад год је Венера била неверна, Вулкан би се љутио и ударао усијани метал таквом снагом да су се варнице и дим дизали са врха планине, стварајући вулканску ерупцију.
Према Вергилију, Вулкан је био отац Сикалуса.